# کروگلو-سمنتسی
کروگلو-سمنتسی (به لاتین: Kruglo-Sementsy) یک منطقهٔ مسکونی در روسیه است که در سرزمین آلتای واقع شده‌است.